# حمض يوروديوكسي كوليك
حمض يوروديوكسي كوليك أو حمض الأورسو ديوكسي كوليك (بالإنجليزية: Ursodeoxycholic acid)‏ هو دواء يُستعمل في علاج التهاب الأقنية الصفراوية الأولي، وحصاة صفراوية حسب إدارة الغذاء والدواء الأمريكية.

## دوره
يلعب هذا الدواء دورًا كـ:
- مدرات ومفرزات للعصارة الصفراء[7]